# Winnie-the-Pooh (hoạt hình)
Winnie-the-Pooh (tiếng Nga: Винни-Пух) là một phim hoạt hình của đạo diễn Fyodor Khitruk. Bộ phim được chuyển thể từ tập truyện cùng tên của nhà văn Alan Alexander Milne.

## Sự kiện thú vị
Khi Lợn Con chạy theo một chiếc ô trên đó có một miếng vá bên trái. Và khi chú ta chạy theo một khẩu súng, miếng vá lại xuất hiện ở bên phải.

## Âm nhạc trong phim
- И я того же мнения[1]

## Vinh danh
- Giải thưởng Nhà nước Liên Xô (đạo diễn Fyodor Khitruk)